# فريق أهلي طرابلس للرغبي
بدأ فريق الأهلي طرابلس للرغبي الملقب بالأسود نشاطه نهاية شهر ديسمبر 2010. وكانت أول مشاركة للفريق بداية سنة 2011 خلال مشاركته في دوري طرابلس للرقبي؛ إذ لعب مبارتين قبل توقف الدوري بسبب اندلاع ثورة 17 فبراير.
فاز في أول أسبوع على فريق زناتة (4 -2) وانهزم في المباراة الثانية أمام فريق الشباب الوحدوي (1-4).
استعاد الفريق نشاطه في ديسمبر 2011.
ضمت أول تشكيلة للنادي: عبد الرزاق الفزاني - علاء بن عثمان - لطف الله ابوراس - فرنسس وود ( إنجليزي) - قييم روجر( فرنسي) - احمد مختار - فراس العجيلي - توم جونس (ويلزي) - حسن كرير - حسين كرير - أيمن العيتاوي - عبد المؤمن الزروق- عبد الكريم الفرجاني

## مشوار الفريق

### موسم 2011/2010
- تأسيس الفريق في ديسمبر 2010
- المشاركة في أول دوري للرقبي التاتش ( توقف الدوري - ثورة 17 فبراير )

### موسم 2012/2011
- المشاركة في دوري طرابلس للتاتش

#### الألقاب
- وصيف دوري طرابلس للرقبي
- بطل كأس الاستقلال
- بطل كأس 17 فبراير
- بطل كأس التحرير
- بطل أول نسخة من كأس ليبيا للرقبي السباعي

### موسم 2013/2012
لا يوجد نشاط.

### موسم 2014/2013
- كأس طرابلس للرقبي الشاطئى ( إشراف جمعية الرقبي الليبي )
- وصيف دورى التاتش ( إشراف جمعية الرقبي الليبي )